# Морозовка (Хмельницкая область)
Морозовка (укр. Морозівка) — село в Хмельницком районе Хмельницкой области Украины.
Население по переписи 2001 года составляло 451 человек. Почтовый индекс — 31170. Телефонный код — 3854. Занимает площадь 1,88 км². Код КОАТУУ — 6824285603.

## История
В 1946 г. указом ПВС УССР село Лашки переименовано в Морозовку.